# Björnöarnas naturreservat
Björnöarnas naturreservat är ett naturreservat i Falu kommun i Dalarnas län.
Området är naturskyddat sedan 2020 och är 94 hektar stort. Reservatet omfattar öarna Stora och Lilla Björnön samt Södra och Norra Björnungarna, belägna i sjön Runn söder om Falun och består av vatten, talldominerad skog och tallsumpskog.